# União das Freguesias de Prado e Remoães
Die União das Freguesias de Prado e Remoães ist eine portugiesische Gemeinde (Freguesia) im Kreis (Concelho) Melgaço im Nordwesten Portugals.

## Geschichte
Die Gemeinde entstand im Zuge der Gebietsreform vom 29. September 2013 durch die Zusammenlegung der ehemaligen Gemeinden Prado und Remoães. Prado wurde Sitz der neuen Verwaltung.

## Demographie
| Freguesia | Freguesia       | Freguesia | Freguesia       | ehemalige Freguesias | ehemalige Freguesias | ehemalige Freguesias | ehemalige Freguesias |
| --------- | --------------- | --------- | --------------- | -------------------- | -------------------- | -------------------- | -------------------- |
| Wappen    | Freguesia       | Einwohner | Fläche in (km²) | Wappen               | Freguesia            | Einwohner            | Fläche in (km²)      |
|           | Prado e Remoães | 445       | 3,67            |                      | Prado                | 452                  | 2,62                 |
|           | Prado e Remoães | 445       | 3,67            | Remoães              | 98                   | 1,04                 |                      |